# Halowe Mistrzostwa Świata w Lekkoatletyce 1997 – pchnięcie kulą mężczyzn
Pchnięcie kulą mężczyzn – jedna z konkurencji rozgrywanych podczas halowych mistrzostw świata w lekkoatletyce w 1997. Eliminacje oraz finał odbyły się 7 marca.
Do eliminacji zgłoszonych zostało 22 zawodników z 16 państw. Dwunastka lekkoatletów z najlepszymi wynikami w fazie eliminacji awansowała do finałowej rywalizacji.
Zawody w tej konkurencji wygrał reprezentant Ukrainy Jurij Biłonoh. Drugą pozycję zajął rodak triumfatora Ołeksandr Bahacz, trzecią zaś reprezentujący Stany Zjednoczone John Godina.

## Wyniki

### Eliminacje
Grupa A
| Miejsce | Zawodnik           | Państwo           | Podejście | Podejście | Podejście | Wynik końcowy | Uwagi |
| Miejsce | Zawodnik           | Państwo           | #1        | #2        | #3        | Wynik końcowy | Uwagi |
| ------- | ------------------ | ----------------- | --------- | --------- | --------- | ------------- | ----- |
| 1.      | John Godina        | Stany Zjednoczone | 20,46     |           |           | 20,46         |       |
| 2.      | Mika Halvari       | Finlandia         | 20,04     |           |           | 20,04         |       |
| 3.      | Manuel Martínez    | Hiszpania         | 19,96     |           |           | 19,96         |       |
| 4.      | Kjeli Ove Hauge    | Norwegia          | 18,74     | 19,19     | 19,78     | 19,78         |       |
| 5.      | Jurij Biłonoh      | Ukraina           | 19,62     | 19,42     |           | 19,62         |       |
| 6.      | Corrado Fantini    | Włochy            | 18,90     | 19,59     | 19,50     | 19,59         |       |
| 7.      | Michael Mertens    | Niemcy            | 19,43     | 18,84     | 19,06     | 19,43         |       |
| 8.      | Dźmitry Hanczaruk  | Białoruś          | 18,44     | 19,43     | X         | 19,43         | PB    |
| 9.      | Mark Proctor       | Wielka Brytania   | 17,97     | X         | 19,21     | 19,21         |       |
| 10.     | Fernando Alves     | Portugalia        | 18,98     | 18,64     | 18,81     | 18,98         | NR    |
| 11.     | Pawieł Czumaczenko | Rosja             | 18,88     | 18,58     | X         | 18,88         |       |

Grupa B
| Miejsce | Zawodnik           | Państwo           | Podejście | Podejście | Podejście | Wynik końcowy | Uwagi |
| Miejsce | Zawodnik           | Państwo           | #1        | #2        | #3        | Wynik końcowy | Uwagi |
| ------- | ------------------ | ----------------- | --------- | --------- | --------- | ------------- | ----- |
| 1.      | Oliver-Sven Buder  | Niemcy            | 19,58     | 20,06     |           | 20,06         |       |
| 2.      | Arsi Harju         | Finlandia         | 20,04     |           |           | 20,04         |       |
| 3.      | Miroslav Menc      | Czechy            | 19,11     | 20,01     |           | 20,01         | PB    |
| 4.      | Ołeksandr Bahacz   | Ukraina           | 19,91     |           |           | 19,91         |       |
| 5.      | Paolo Dal Soglio   | Włochy            | 19,82     |           |           | 19,82         |       |
| 6.      | Mark Parlin        | Stany Zjednoczone | 19,81     |           |           | 19,81         |       |
| 7.      | Virgilijus Alekna  | Litwa             | 18,90     | 18,87     | X         | 18,90         |       |
| 8.      | Andreas Gustafsson | Szwecja           | 18,67     | 18,66     | X         | 18,67         |       |
| 9.      | Matt Simson        | Wielka Brytania   | X         | X         | 18,30     | 18,30         |       |
| 10.     | Bilal Saad Mubarak | Katar             | 18,29     | X         | X         | 18,29         |       |
| –       | Jorge Vázquez      | Paragwaj          | X         | X         | X         | NM            |       |

### Finał
| Miejsce | Zawodnik          | Państwo           | Podejście | Podejście | Podejście | Podejście | Podejście | Podejście | Wynik końcowy | Uwagi |
| Miejsce | Zawodnik          | Państwo           | #1        | #2        | #3        | #4        | #5        | #6        | Wynik końcowy | Uwagi |
| ------- | ----------------- | ----------------- | --------- | --------- | --------- | --------- | --------- | --------- | ------------- | ----- |
| 01 !    | Jurij Biłonoh     | Ukraina           | 20,46     | 21,02     | 20,83     | X         | 20,92     | 20,85     | 21,02         | PB    |
| 02 !    | Ołeksandr Bahacz  | Ukraina           | 20,49     | 20,68     | 20,79     | 20,42     | 20,94     | 20,67     | 20,94         | SB    |
| 03 !    | John Godina       | Stany Zjednoczone | 20,80     | 20,85     | X         | 20,34     | 20,87     | 20,57     | 20,87         |       |
| 4.      | Oliver-Sven Buder | Niemcy            | 20,70     | X         | X         | 20,20     | X         | 20,07     | 20,70         |       |
| 5.      | Manuel Martínez   | Hiszpania         | 19,97     | 18,98     | 19,86     | 19,80     | 20,37     | X         | 20,37         | NR    |
| 6.      | Mika Halvari      | Finlandia         | 20,22     | 19,75     | 20,17     | X         | X         | 20,10     | 20,22         |       |
| 7.      | Corrado Fantini   | Włochy            | X         | 20,02     | 19,56     | X         | 18,96     | 19,89     | 20,02         |       |
| 8.      | Arsi Harju        | Finlandia         | 19,43     | X         | 20,00     | X         | 19,79     | X         | 20,00         |       |
| 9.      | Miroslav Menc     | Czechy            | 19,66     | 19,19     | 19,55     | NQ        | NQ        | NQ        | 19,66         |       |
| 10.     | Mark Parlin       | Stany Zjednoczone | 19,44     | X         | X         | NQ        | NQ        | NQ        | 19,44         |       |
| 11.     | Kjeli Ove Hauge   | Norwegia          | X         | 19,42     | 18,76     | NQ        | NQ        | NQ        | 19,42         |       |
| –       | Paolo Dal Soglio  | Włochy            | X         | X         | X         | NQ        | NQ        | NQ        | NM            |       |